# Нуадібу
Нуадібу (араб. نواذيبو), раніше Порт-Етьєн (фр. Port-Étienne) — місто в Мавританії. Адміністративний центр області Дахлет-Нуадібу. Населення — понад 70 тис. осіб; це друге за величиною після Нуакшота місто країни.

## Географія
Нуадібу розташований на східному узбережжі мису Кап-Блан (Рас-Нуадібу). Західна частина мису належить до Західної Сахари.

### Клімат

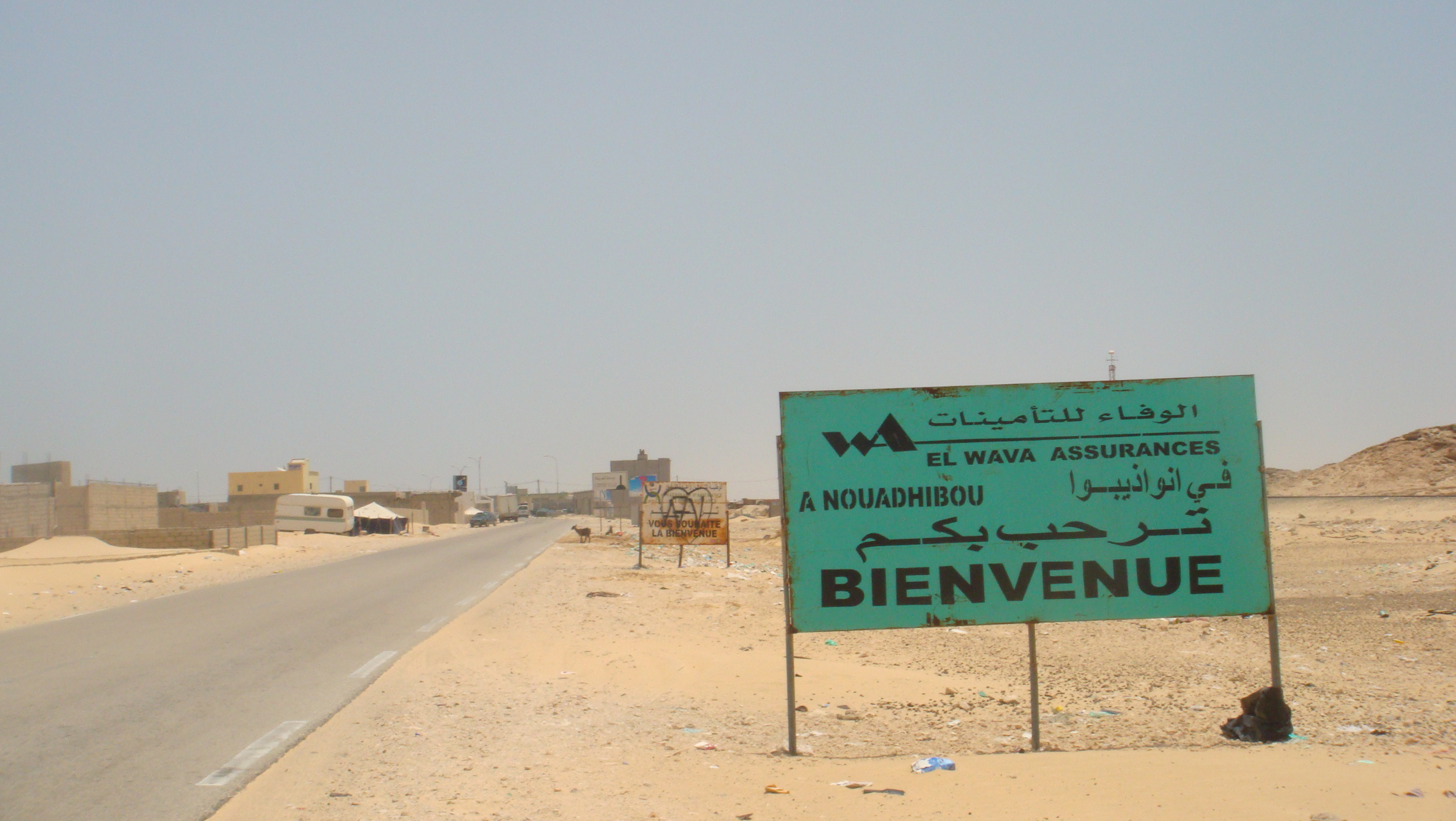

Місто знаходиться у зоні, котра характеризується кліматом тропічних пустель. Найтепліший місяць — вересень із середньою температурою 25.6 °C (78 °F). Найхолодніший місяць — січень, із середньою температурою 19.4 °С (67 °F).
| Клімат Нуадібу          | Клімат Нуадібу | Клімат Нуадібу | Клімат Нуадібу | Клімат Нуадібу | Клімат Нуадібу | Клімат Нуадібу | Клімат Нуадібу | Клімат Нуадібу | Клімат Нуадібу | Клімат Нуадібу | Клімат Нуадібу | Клімат Нуадібу | Клімат Нуадібу |
| Показник                | Січ.           | Лют.           | Бер.           | Квіт.          | Трав.          | Черв.          | Лип.           | Серп.          | Вер.           | Жовт.          | Лист.          | Груд.          | Рік            |
| Абсолютний максимум, °C | 32             | 35             | 37             | 37             | 37             | 38             | 37             | 38             | 38             | 38             | 37             | 34             | 38             |
| Середній максимум, °C   | 23             | 24             | 25             | 25             | 25             | 26             | 26             | 27             | 28             | 28             | 26             | 23             | 26             |
| Середня температура, °C | 19             | 20             | 21             | 20             | 21             | 22             | 23             | 24             | 25             | 23             | 22             | 20             | 22             |
| Середній мінімум, °C    | 15             | 15             | 16             | 16             | 17             | 18             | 19             | 20             | 21             | 19             | 17             | 15             | 17             |
| Абсолютний мінімум, °C  | 7              | 10             | 12             | 12             | 12             | 15             | 17             | 17             | 16             | 15             | 10             | 5              | 5              |
| Днів з опадами          | 2              | 1              | 1              | 1              | 1              | 1              | 1              | 2              | 2              | 2              | 1              | 1              | 16             |
| ----------------------- | -------------- | -------------- | -------------- | -------------- | -------------- | -------------- | -------------- | -------------- | -------------- | -------------- | -------------- | -------------- | -------------- |
| Джерело: Weatherbase    |                |                |                |                |                |                |                |                |                |                |                |                |                |

## Економіка
Місто є великим центром риболовлі. 1963 року побудований вантажний порт, з'єднаний залізницею з родовищами залізної руди в районі міста Фдерік в Сахарі.

## Транспорт
Поблизу міста розташований Міжнародний аеропорт Нуадібу (англ. Nouadhibou International Airport)